# Sybra biochreomaculata
Sybra biochreomaculata là một loài bọ cánh cứng trong họ Cerambycidae.